# Calyptotheca perpendiculata
Calyptotheca perpendiculata är en mossdjursart som beskrevs av Tilbrook 2006. Calyptotheca perpendiculata ingår i släktet Calyptotheca och familjen Parmulariidae. Inga underarter finns listade i Catalogue of Life.